# 戸室達貴
戸室 達貴（とむろ たつき、1994年9月9日 - ）は、日本の元ラグビー選手。

## プロフィール
- 群馬県出身[2]。
- 現役時代のポジションはウィング(WTB)、センター(CTB)。
- 身長 176cm、体重 80kg

## 略歴
2013年、樹徳高校卒業後、大東文化大学に入学する。
2016年、大東文化大学ラグビー部の副将に就任した。
2017年、大東文化大学卒業後、パナソニック ワイルドナイツ(現・埼玉パナソニックワイルドナイツ)に加入。
2018年10月8日に行われたジャパンラグビートップリーグ総合順位決定トーナメント2回戦のリコーブラックラムズ戦にて途中出場で公式戦初出場を果たす。
2023年、現役を引退した。